# Nicolò Franco (vescovo)
Nicolò Franco (Este, 1425 circa – Montebelluna, 8 agosto 1499) è stato un vescovo cattolico italiano.

## Biografia
Laureatosi in utroque iure presso l'Università degli Studi di Padova, si trasferì poi a Roma dove lavorò come notaio della Sede apostolica. Almeno dal 1450 risulta essere canonico del capitolo di Este, passando più tardi a quello di Treviso. Arciprete della cattedrale di Padova dal 1476, nel 1480 gli succedette Taddeo Querini e ottenne in cambio la chiesa di San Fidenzio presso Polverara.
Il 1º agosto 1475 fu nominato legato in Spagna da papa Sisto IV. Lo stesso pontefice gli conferì ampi poteri per reprimere gli abusi in ambito beneficiario, per ristabilire la disciplina nel clero e per rafforzare la mano dell'Inquisizione contro gli ebrei e i giudaizzanti. Ebbe inoltre l'incarico di sostenere una crociata che risolvesse le questioni legate alla successione sul trono di Castiglia.
Rimase in Spagna sino al dicembre 1478, venendo frattanto nominato vescovo di Parenzo (1476); in quest'occasione, il pontefice gli concesse di mantenere tutti i suoi benefici ecclesiastici.
Le relazioni con il papa dovettero però naufragare qualche anno più tardi, tant'è che nel 1483 figura nel novero di quei prelati chiamati dalla Repubblica di Venezia a confermare la decisione di appellarsi a un concilio generale contro l'interdetto lanciato da Sisto IV sulla Serenissima in occasione della guerra di Ferrara.
Con la morte di Sisto IV e l'elezione di papa Innocenzo VIII, il Franco tornò a far parte della Curia. Dopo aver ricevuto la commenda dell'abbazia di Sant'Andrea di Busco, il 21 febbraio 1485 fu nominato vescovo di Treviso. La scelta non fu casuale, in quanto, in un momento particolarmente delicato dal punto di vista politico, il papa intendeva avere un proprio rappresentante presso i Veneziani; qualche mese dopo diveniva oratore pontificio con potestà di legato a latere, in pratica il primo nunzio apostolico presso la Serenissima.
Il trasferimento da Parenzo a Treviso non fu facile. Da una parte, il papa si ritrovò in difficoltà nel trovare un successore adatto alla gestione della diocesi istriana, particolarmente scomoda e povera. Dall'altra, si doveva fronteggiare l'opposizione di Venezia che intendeva insediare a Treviso il sedicenne Bernardo de' Rossi, invitando quest'ultimo a prendere possesso della sede vescovile senza curarsi del parere pontificio. La diatriba, che peraltro interessava anche altre diocesi venete, si risolse quando a Parenzo fu trasferito Giovan Antonio de' Pavari, mentre il de' Rossi accettava la diocesi di Belluno al posto di Pietro Barozzi, che passava invece a Padova. Durante questo periodo di incertezza, il Franco proseguì i suoi incarichi diplomatici in Spagna che gli erano stati riconfermati nel 1486.
In seguito alla congiura dei baroni, il Franco tentò di convincere i Veneziani a passare dalla parte del papa per sostenere i ribelli. La faticosa opera di persuasione si risolse positivamente sul finire 1486, con la sanzione di un'alleanza tra la Serenissima e il pontefice. Negli anni successivi fu più volte chiamato a ribadire i doveri della Repubblica nei confronti dell'alleanza e, inoltre, a sostenere il progetto di una lega antiaragonese. Nel 1492 la situazione si chiuse con un'effimera pace tra il pontefice e Ferdinando I di Napoli.
Si occupò anche di altre questioni. Nel 1486, su ordine del pontefice, istituì una decima straordinaria per sostenere il conflitto in corso senza consultarsi con il governo veneto, provocandone le proteste. D'altro canto, nel 1487 mediò in una disputa territoriale tra la Repubblica e la contea del Tirolo. Non riuscì invece a convincere Venezia a riprendere la lotta contro l'impero ottomano, vista la favorevole presenza del principe Gem, fratello e nemico del sultano Bayezid II, a Roma; riuscì comunque a far arrestare Macrino Castracane che, su ordine del sultano, avrebbe dovuto avvelenare il papa e Gem. Cercò poi di risolvere gli attriti della Santa Sede con Venezia attorno alla libera navigazione sull'Adriatico.
Per quanto riguarda la sua attività di vescovo di Treviso, indisse due sinodi diocesani (1488 e 1495), fondò la Confraternita del Santissimo e, ispirato da Bernardino da Feltre, istituì il Monte di Pietà (1496). Nel 1486 stipulò un contratto con Pietro Lombardo per il restauro del duomo. Tra il 1488 e il 1493 organizzò una visita pastorale che fu condotta dal vicario Giovan Antonio de' Pavari. Nel 1492 accolse le richieste degli abitanti e fondò un monastero a Noale, concedendo inoltre cento giorni di indulgenza a quanti avessero partecipato alla costruzione.
Amante della cultura, si circondò di numerosi umanisti. Conferì il beneficio parrocchiale della chiesa di Sant'Agostino di Treviso al suo segretario, il poeta Giovanni Aurelio Augurelli e lo stesso fece con la chiesa di Musano per un altro letterato, Girolamo da Bologna. Altre personalità della sua cerchia furono Ludovico Pontico, Gerard van der Leye, Giovanni Regio e Bertuccio Lamberti.
Gli ultimi anni del Franco furono tutt'altro che tranquilli per i pesanti debiti contratti (pare amasse il lusso). Morì nella villa Vescovile di Guarda di Montebelluna.